# Bob Morse
Robert "Bob" Morse  (Filadelfia, Pensilvania; 04 de enero de 1951 (74 años)) es un exjugador de baloncesto estadounidense. Con 2.03 de estatura, jugaba en la posición de ala-pívot. Norteamericano histórico del baloncesto italiano, juega durante 11 temporadas en Italia y 3 en Francia. El equipo donde más huella dejó fue el Pallacanestro Varese, donde consigue 3 Euroligas. En 1998 es nombrado como uno de los 50 mayores colaboradores de la Euroliga.

## Carrera
[actualizar]

## Palmarés
- LEGA: 1973, 1974, 1977, 1978.
- Copa Italia: 1973.
- Copa de Europa: 1973, 1975, 1976.
- Copa Intercontinental: 1973.
- Recopa: 1980.